# Copa Campeonato 1895
La Copa Campeonato 1895, organizzata dall'Argentine Association Football League, vide la vittoria del Lomas Athletic Club per la terza volta consecutiva.
Inoltre ci fu il debutto di due nuove squadre. Il Lomas Academy, considerata la seconda squadra del Lomas Athletic in quanto i suoi giocatori erano tutti studenti dell'accademia di Lomas, e il Quilmes Rovers.

## Classifica finale[2]
|    | Classifica finale    | Pti | G  | V | N | P |
| -- | -------------------- | --- | -- | - | - | - |
| 1. | Lomas Athletic Club  | 18  | 10 | 8 | 2 | 0 |
| 2. | Lomas Academy        | 13  | 10 | 6 | 1 | 3 |
| 4. | Flores Athletic Club | 12  | 10 | 6 | 0 | 4 |
| 5. | Retiro Athletic      | 7   | 10 | 3 | 1 | 6 |
| 6. | English High School  | 5   | 10 | 2 | 1 | 7 |
| 7. | Quilmes Rovers       | 5   | 10 | 2 | 1 | 7 |